# PXE (мини-альбом)
PXE (произносится как пикси) — дебютный мини-альбом британо-шведского исполнителя Ecco2K, выпущенный 31 марта 2021 года на лейбле YEAR0001.

## Оценки
| Оценки критиков   | Оценки критиков |
| Источник          | Оценка          |
| ----------------- | --------------- |
| Pitchfork         | 7.0/10          |
| Album of The Year | 70              |

Издание Pitchfork положительно оценило мини-альбом, написав: «В течение 10 минут шведский исполнитель колеблется между уверенностью и неуверенностью и исследует новое захватывающее направление».

## Список композиций
Все треки написаны, записаны и спродюсированы Ecco2k.
| №                   | Название            | Длина |
| ------------------- | ------------------- | ----- |
| 1.                  | «PXE»               | 1:27  |
| 2.                  | «In the Flesh»      | 2:03  |
| 3.                  | «Jalouse»           | 2:12  |
| 4.                  | «No***’s Song»      | 1:30  |
| 5.                  | «Big Air»           | 3:00  |
| Общая длительность: | Общая длительность: | 10:13 |